# Anapausa armata
Anapausa armata är en skalbaggsart som beskrevs av Thomson 1864. Anapausa armata ingår i släktet Anapausa och familjen långhorningar. Inga underarter finns listade i Catalogue of Life.